# Diakhoumba Gassama
Diakhoumba Gassama es una jurista especialista en derechos humanos y derechos de las mujeres, funcionaria pública internacional y activista feminista senegalesa. En la actualidad es Oficial de Programa en el Programa de Gobernanza y Equidad de Género en la Fundación William and Flora Hewlett. Desde hace dos décadas trabaja  al servicio del derecho penal internacional, el derecho al desarrollo, los derechos de las mujeres y las minorías y la igualdad de género en África, Europa y Asia-Pacífico. 

## Biografía
De nacionalidad senegalesa y belga, su familia forma parte de la tribu Mandinga, de la región sur de Kolda. Criada en Bélgica se licenció en derecho por Universidad de Aix-Marseilla III en Aix-en-Provence cuenta con un posgrado en legislación internacional y europea por dicha universidad (1998-2002) y un máster en Derecho Internacional y Derechos Humanos de la Universidad de Ciudad del Cabo (2003).

### Trayectoria profesional
Especializada en defensa social, desarrollo de las organizaciones, planificación estratégica, análisis políticos y empoderamiento de las organizaciones, Diakhoumba ha defendido los derechos humanos y los derechos en diversas organizaciones internacionales.
En 2005 trabajó en la Oficina del Fiscal como Investigadora Jurídica y Oficial Jurídica Asociada en los «juicios por violación» en el Tribunal Penal Internacional de Naciones Unidas para Ruanda en Arusha, Tanzania. De 2006 a 2008 ocupó varios puestos en la Unión Africana en Addis-Ababa, Etiopía centrándose en la transversalización de los estándares de derechos humanos e igualdad de género en las políticas e intervenciones de todas las Comisiones y Órganos Sectoriales de la UA. Su siguiente responsabilidad fue como coordinadora del programa del Fondo de Desarrollo e las Naciones Unidas para la Mujer (UNIFEM) para África del secretariado técnico de la Red de Mujeres Africanas y Españolas por un mundo mejor (2008-2010) con base en las Palmas de Gran Canaria, España contribuyendo a la construcción/fortalecimiento de redes temáticas africanas y españolas, nacionales, subregionales y regionales de derechos humanos de las mujeres, trabajó más tarde para el PNUD primero en Nueva York como Asistente Especial del Director del Equipo de Género y luego, en Bangkok como Especialista Regional en Género y Empoderamiento de la Mujer en el Centro Regional de Servicios de Asia-Pacífico. En 2017 asumió la Coordinación de campañas juveniles en toda África para Amnistía Internacional hasta 2021 cuando se incorporó como Oficial de Programas, Género, Transparencia, Participación y Rendición de Cuentas en África y México en la Fundación William and Flora Hewlett.
Diakhoumba habla mandinka, fracés, inglés y español con fluidez. 
Diakhoumba es miembro del Consejo de Mujeres de Senegal, del Foro Feminista Africano y miembro de la Junta de AWID y del Centro de Investigación y Apoyo para Alternativas de Desarrollo para el Océano Índico. También ha sido vicepresidenta de la Red de Líderes de Mujeres Jóvenes de África Occidental en Senegal.

## Activismo feminista
Ella misma superviviente de la Mutilación Genital Femenina se define como panaficana y ciudadana del mundo. «La MGB es lo que me pasó, no es lo que yo soy». Ha participado en procesos intergubernamentales sobre salud y derechos sexuales y reproductivos (SDSR), derechos humanos, igualdad de género, gobernabilidad democrática inclusiva y desarrollo sostenible.
Creo que si eres feminista terminas siendo luchadora y haciendo activismo de una forma u otra. Pero creo que también puedes ser feminista con solo practicar algunos de tus valores a diario. Se trata de criar a tus hijos de una manera determinada, sea del sexo que sean. Se trata de ejercer la solidaridad, abrir espacios para otras personas, y ejercer la bondad, y asegurarse de que cualquier cosa que haga no le quite la dignidad a nadie más.
Explica que conectó con el feminismo de manera casual: «Comenzó con un evento accidental. Hace doce años, estaba trabajando en la Unión Africana y me enviaron en el último momento para reemplazar a mi jefe en una reunión sobre VIH/SIDA y género. Fue mi primer encuentro con la sociedad civil y nunca había estado rodeada de feministas.»
En 2017 denunció la censura en la televisión senegalesa por utilizar la palabra pedofilia durante la campaña en contra del matrimonio infantil planteando la tolerancia social ante esta práctica. 
«las mismas personas encargadas de proteger la vida de los más vulnerables entre nosotros han desarrollado dos terribles enfermedades: la cobardía y la autocensura basadas en algunos puntos de vista paternalistas que los aldeanos o los africanos tienen valores que aprueban la violación diaria y todas las demás formas de violencia física y emocional que sufren las niñas casadas. No sorprende que en 2017, en un país de 14 millones de personas, la tasa de prevalencia de esta práctica nociva bien documentada sea muy alta, desde el 33 % a nivel nacional hasta el 68 % en la región sur de Kolda, de donde soy»

## Reconocimientos
Fue incluida en el grupo de Feministas Africanas Inspiradoras como facilitadora de redes entre feministas anglófonas y francófonas y por la coordinación de la Red de Mujeres Africanas y Españolas por un Mundo Mejor.